# Niets was alles wat hij zei
Niets was alles wat hij zei is een jeugdboek geschreven door Nic Balthazar, voor het eerst uitgebracht in 2002.

## Publicatiegeschiedenis
Auteur Nic Balthazar baseerde zich op het waargebeurde verhaal van Tim, een jongen uit Gent die zelfmoord pleegde door van het Gravensteen te springen.
Niets was alles wat hij zei werd eerst uitgegeven als deel van de "Fahrenheit" jeugdboekenreeks van uitgeverij Averbode. Deze reeks was gericht naar moeilijk lezende tieners uit het technisch en beroepsonderwijs.

## Inhoud
Het boek vertelt ons het verhaal van Ben. Ben is een jongen van zeventien jaar die autisme heeft. Wegens zijn autisme wordt hij op school gepest. Ben wil zelfmoord plegen. Maar dan leert hij op de chat een meisje ‘Barbie’ kennen. Ze spreken met elkaar af en ‘Barbie’ kan verhinderen dat Ben zelfmoord pleegt. Samen met Ben zet ze een nepzelfmoord met een nepbegrafenis op touw om de pestkoppen te straffen. Dit lukt hen. ‘Barbie’ en Ben leren elkaar steeds beter kennen en uiteindelijk blijkt zij de enige te zijn die min of meer normaal met Ben kan communiceren.

## Bewerkingen
Het boek is verwerkt tot een theatervoorstelling genaamd 'Niets, is alles wat hij zei'. Tevens diende het boek als basis voor de film Ben X en een musical en graphic novel onder diezelfde naam.